# Rasquert
Rasquert (Gronings: Raskert of Raskerd) is een dorp in de Nederlandse provincie Groningen. Het dorp, met 160 inwoners, behoort tot de gemeente Het Hogeland. Tot 1990 viel het dorp onder de gemeente Baflo en van 1990 tot 2019 onder de gemeente Winsum.
Net als veel dorpen in de omgeving is Rasquert gelegen op en rond een wierde. Een gedeelte van de wierde is afgegraven en doet nu dienst als ijsbaan.
Het dorp ligt nagenoeg tegen de plaats Baflo aan. Het is hiervan gescheiden door het Rasquerdermaar (anders dan men zou vermoeden, geschreven met een d). Over het maar ligt een brug en een hoogholtje.
Vroeger lag aan zuidwestzijde van het dorp de borg Meyma (afgebroken iets na 1717, schathuis in 1819). Op het terrein hiervan verrezen later de boerderij Meyma en een burgemeestersvilla. Ten noorden van de borg lag vroeger de borg Mathenesse (afgebroken kort na 1729).

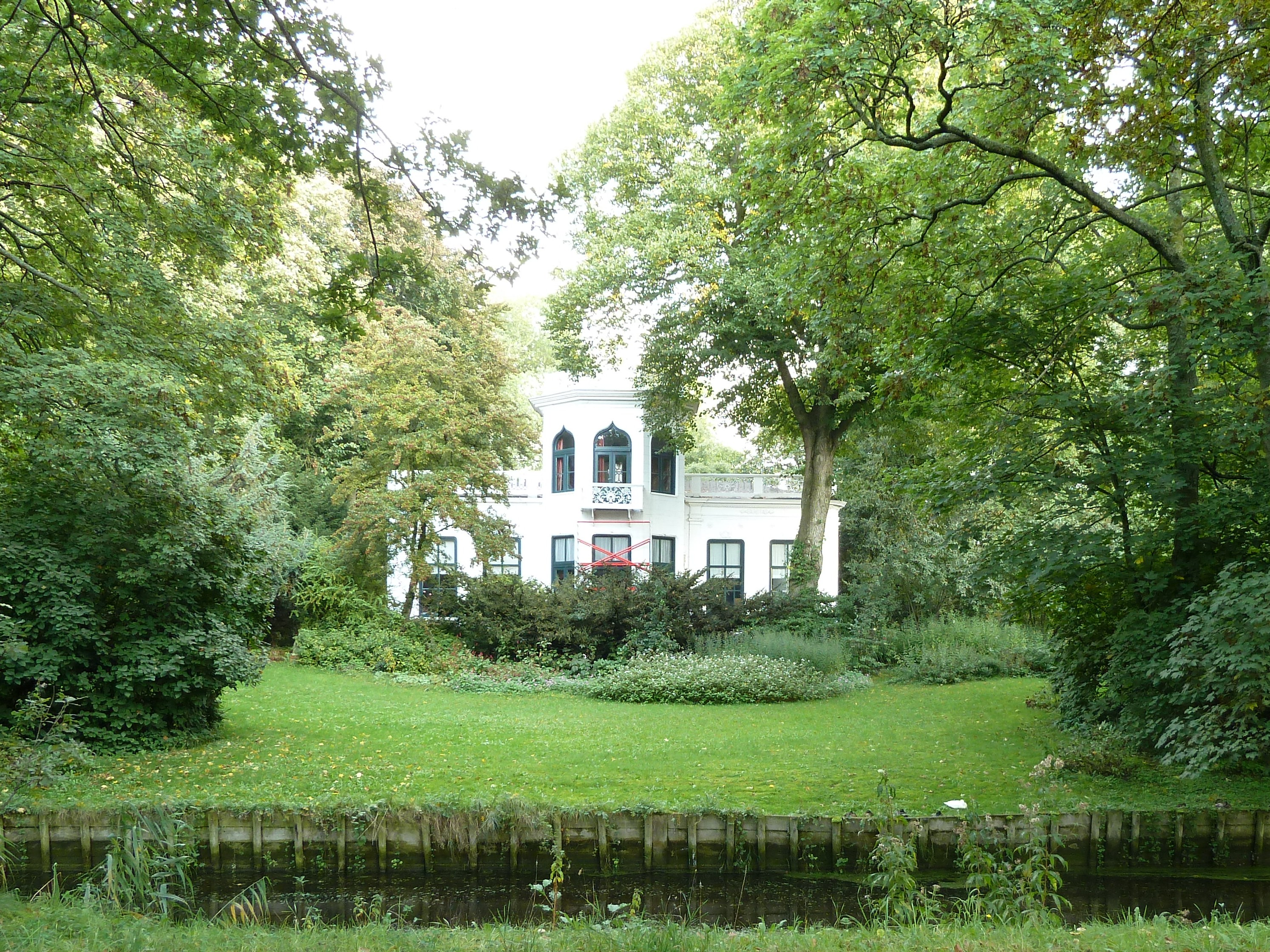
De burgemeestersvilla uit 1868 met tuin uit ongeveer 1926
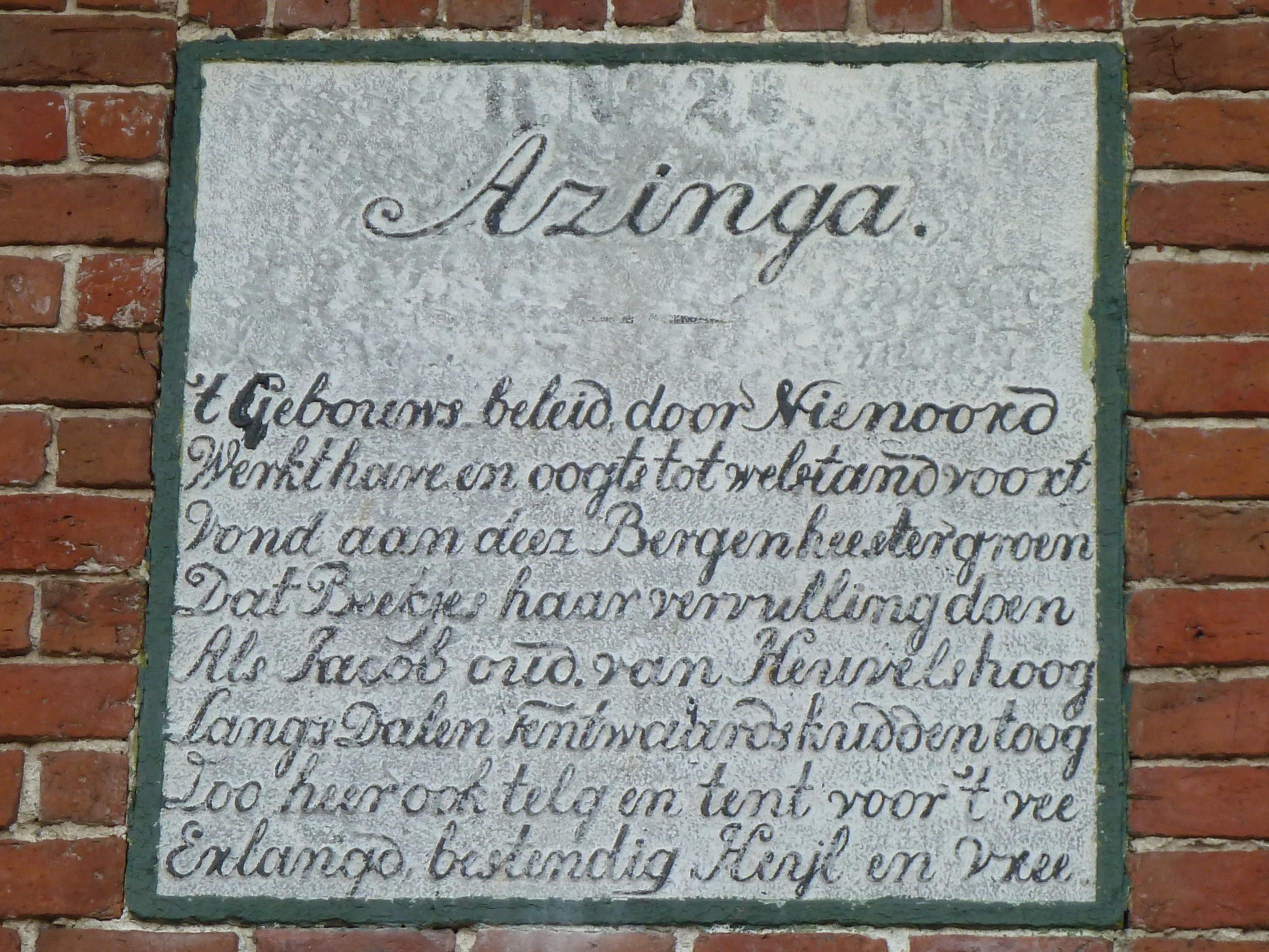
Opschrift boven boerderij Asinga in Rasquert
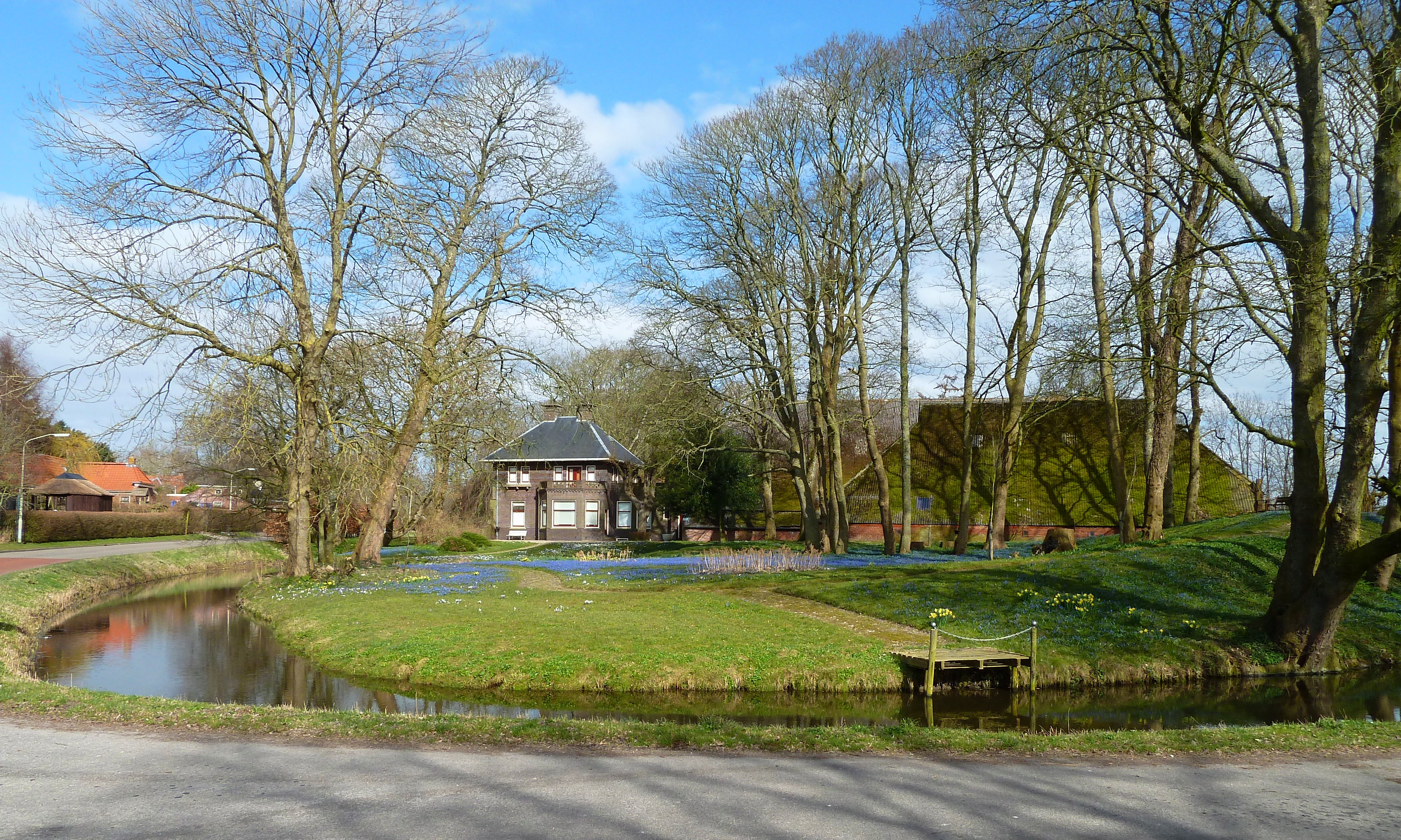
De tuin van boerderij Meyma in de lente
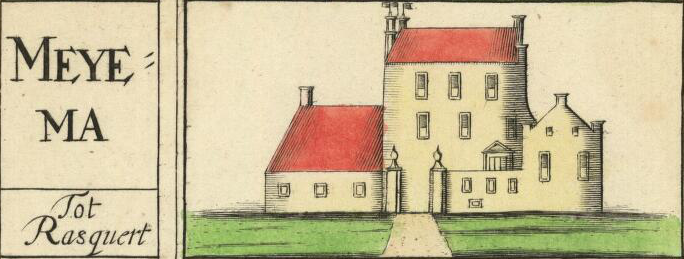
De borg Mey(e)ma op de kaart van Willem en Frederik Coenders van Helpen (1678)

## Geboren
- Mechiel Bruin Bruins (1881-1953), architect